# Leeromgeving
Een leeromgeving is het totaal aan objecten rondom de lerende, en het totaal aan relaties tussen de lerende en deze objecten.

## Inhoud
Objecten in het onderwijs zijn bijvoorbeeld:
- materialen (computers, boeken, schoolborden),
- personen (leerlingen, docenten, managers, ondersteunend personeel),
- faciliteiten (gebouw, roosters, inrichting, kantine)

Voorbeelden van onderlinge relaties tussen deze objecten zijn
- strategieën
- onderwijsvormen
- beleid
- reglementen
- regels

## Terminologie
Een leeromgeving wordt meer of minder krachtig genoemd, afhankelijk van de volgende factoren:
- kundigheid docent
- didactische kwaliteit instructiemateriaal
- uitstraling gebouw
- werksfeer
- pedagogisch klimaat horend bij de gekozen onderwijsvorm

Een specifieke leeromgeving van een school of opleiding noemt men overdrachtelijk de architectuur van de betreffende opleiding.
De term 'leeromgeving' kan verwijzen naar een les in een klas, maar ook naar een hele opleiding of school. In het laatste geval spreekt men ook wel van een onderwijsarrangement.
Bij overwegend gebruik van virtuele middelen spreekt men van een elektronische leeromgeving (afgekort ELO). Een 'authentieke leeromgeving' is een leeromgeving die de praktijk op de werkvloer nabootst. .

## Criteria voor het begrip 'krachtige leeromgeving'
Over wat een krachtige leeromgeving behelst, bestaan verschillende opvattingen. Volgens de Corte dient de leeromgeving de leerling ruimte te bieden voor  zelfstandig leren, met structurele begeleiding van de docent.

## Onderwijsarchitectuur
Het ontwerpen van de leeromgeving, de zogeheten onderwijsarchitectuur,  is het gezamenlijke werk van een (de leiding hebbende) onderwijsarchitect (of onderwijsontwerper), een onderwijskundige, een curriculum-ontwikkelaar, een onderwijsadviseur. Uitgangspunt zijn daarbij de wensen die de eigenaar van de leeromgeving (de school) heeft uitgeproken. Vanuit deze wensen zal de ontwerper, meestal in genoemde volgorde, onderstaande elementen proberen te preciseren:
- Leer- en onderwijsdoelen
- Randvoorwaarden
- Activiteiten
- Werkvormen
- Onderwijsrollen

Hij begint met de wensen om te zetten in doelen. Rekening houdend met alle aanwezige omgevingsfactoren, bedenkt hij effectieve leeractiviteiten en ondersteunende activiteiten (onderwijsactiviteiten). Hij groepeert deze in werkvormen en verdeelt ze over alle betrokkenen. Deze elementen, tezamen met allerlei onderdelen die het leren verder ondersteunen, worden aan elkaar verbonden en in de tijd geplaatst, tot een samenhangend geheel ontstaat: de leeromgeving.